# Im Anfang war nur Liebe
Im Anfang war nur Liebe (OT: Caroline chérie) ist ein französischer Spielfilm aus dem Jahr 1951 mit Martine Carol unter der Regie von Richard Pottier. Das Drehbuch basiert auf einem Roman von Cécil Saint-Laurent. Der Erfolg des Films etablierte Martine Carol als bedeutenden Stars des französischen Kinos der frühen 1950er und dank einiger Nacktszenen als nationales Sexsymbol.

## Handlung
Die junge, lebenslustige Caroline de Bièvre verliebt sich am 14. Juli 1789 auf der Hochzeit ihrer Schwester in den Draufgänger und Libertin Gaston de Sallanches. In den Wirren der Französischen Revolution ist Caroline gezwungen, zahlreiche Abenteuer zu überstehen, um ihr Leben zu retten. Sie verkleidet sich zeitweise als Mann, lässt sich mit einer Lesbierin ein und ist mehr oder weniger freiwillig etlichen Männern zu Willen, ehe sie am Ende ihr Glück in den Armen von Gaston findet.

## Hintergrund
Martine Carol war in Frankreich bislang hauptsächlich aufgrund ihres turbulenten Privatlebens bekannt denn durch ihre Erfolge auf der Leinwand. Die Presse berichtete oft und ausführlich über die zahlreichen Affären der Schauspielerin, die bereitwillig über jedes Detail ihrer Beziehungen Auskunft in zahlreichen Interviews gab. Erst der Regisseur und Produzent Christian-Jaque, den sie schließlich 1954 heiratete, baute Carol erfolgreich zum Star auf. Eine sorgfältig choreografierte Pressekampagne lancierte Martine Carol 1950 als Kandidatin für die Verfilmung des für die damaligen Zeit freizügigen Romans Carolin chérie  von Cécil Saint-Laurent. Das Buch war 1947 ein Bestseller geworden und der Ausdruck „Caroline chérie“ zum geflügelten Wort für eine verführerische, frivole Frau avanciert.
Der große Erfolg des Films, der in Frankreich 3.184.380 Zuschauer anlockte, im Vergleich dazu brachte es Fanfan der Husar im Folgejahr auf 6.712.512 Besucher, etablierte Carol zum Star zahlreicher vergleichbarer historischer Romanzen, in denen stets mindestens eine Szene eingebaut wurde, in der Martine Carol nackt beim Baden, Schwimmen oder Schlafen gefilmt wurde. 1953 drehte sie Mein Leben für die Liebe, die Fortsetzung der Abenteuer von Caroline chérie.
In Deutschland kam der Film in einer um gut 30 Minuten gekürzten Fassung in die Kinos.

## Filmhistorische Bedeutung
Martine Carol war, vergleichbar Silvana Pampanini, die zeitgleich in italienischen Filmen mehr oder weniger ausgezogen agierte, einer der ersten namhaften Stars, die sich nackt vor der Kamera zeigten. Die Bedeutung ihrer Auftritte lag nach Ansicht von Georg Seeßlen darin, dass sie mit ihren Auftritten

„den Sex verfügbar machte, und indem sie aus dem Ritus des entblößten Busens eine "Kunst" machte, half ihre Darstellung dazu bei, die erotische Kondition der fünfziger Jahre auf einen einfachen Nenner zu bringen.“

Caroline chérie etablierte somit das Grundmuster von Carols weiteren Filmen, meist historischen Sujets, die sie eher als Objekt denn als selbständig handelndes Subjekt der Handlung inszenierten und als Höhepunkt sorgfältig choreographierte Nacktszenen aufwiesen. Carol war, unabhängig von der gespielten Rolle, dabei meist das

„Opfer männlicher Gewalt, und in den "Caroline chérie"-Filmen ist sie so häufig deren Brutalität ausgesetzt, daß solche Vergewaltigungszenen eine Art Markenzeichen ihrer Filme wurden. […] Ihr Exhibitionismus […] ist der Narzißmus einer Frau, die in ihren eigenen Körper mehr verliebt ist als in ihren Liebhaber. […] Weil sie kein eigenes Triebziel hat, […] kann sie so leicht zum Objekt werden, dessen Wertsteigerung oder -minderung ihr Schicksal und die Handlung der Filme ist.“

## Kritik
Das Magazin Der Spiegel fasst die Ereignisse 1954 prägnant zusammen:

„[Der Film schildert, wie die Heldin] die stürmischen Jahre der Französischen Revolution zwischen Fürstenhimmelbett und Sansculotten-Strohlager verlebte.“

Das Lexikon des internationalen Films fand ebenfalls nur wenig lobende Worte:

„Ein nach Cecil Saint-Laurents Bestsellerschnulze entstandenes eigenwilliges Revolutionsbild, dem es an koketten Turbulenzen nicht mangelt, das sich aber selbst in der um eine halbe Stunde gekürzten deutschen Fassung noch zäh dahinzieht.“

## Neuverfilmung
Der französische Regisseur Denys de La Patellière verfilmte 1968 den Stoff erneut mit France Anglade als Caroline. Siehe dazu Caroline Chérie (Schön wie die Sünde).